# Rubén González Cárdenas
Rubén González Cárdenas (Capacho Viejo, Táchira, Venezuela; 14 de marzo de 1875-Caracas, 26 de agosto de 1939) fue un abogado venezolano con una intensa vida política en su estado natal entre 1899 y 1908. Fue Secretario General de Gobierno; también destacó como Diputado al Congreso de la nación; Presidente de la Asamblea Legislativa; Ministro de Instrucción Pública (1922-1929) y Ministro de Relaciones Interiores (1929-1931).

## Biografía

### Infancia
Hijo de Don Nicolás González Cárdenas (1847-1902), de profesión ganadero; y de Doña Eufrasia Cárdenas Cárdenas (1858-1920), siendo el cuarto hijo de este matrimonio.
Dos meses después de su nacimiento, su hogar queda destruido por un terremoto. Toda la familia se salva. A raíz de este acontecimiento, Don Nicolás figura en el acta de fundación del nuevo pueblo de Capacho, hoy Independencia. La familia cede, generosamente un lote de tierras para levantar la población y la familia González Cárdenas decide mudarse a Rancherías, otra propiedad camino a San Cristóbal donde en los próximos siete años, la familia crecerá con el nacimiento de tres hermanos más.
Ningún suceso trascendente perturba la vida campesina de Rubén. Apenas aprende las primeras letras, ingresa en el Colegio Sagrado Corazón de Jesús, en La Grita donde queda interno. Allí se forjará, formará y egresará como Bachiller. De esta etapa de su vida sobresalen tres variables fundamentales que lo acompañaran el resto de sus días: su extraordinario desempeño académico hasta llegar a considerarlo un alumno excepcional; su indoblegable carácter rebelde y su relación con el Director del colegio, el padre Jesús Manuel Jáuregui Moreno, quien lo marcará de manera definitiva por su “verdadero sentido pedagógico”. “Tal vez por esa extraordinaria condición del Padre Jáuregui, su recuerdo en Rubén González fue perenne. El retrato del maestro estuvo siempre en su escritorio y un busto de bronce, que mandó a ejecutar por el año de 1925. Jáuregui influyó más que nadie en el espíritu y en la mente de Rubén González”.

### Juventud
González Cárdenas parte a Mérida, apoyado por un gran esfuerzo económico de sus padres, para emprender estudios de Derecho en la Universidad de Los Andes (ULA). Allí mantiene su condición de estudiante excelso. En 1895 es escogido por los estudiantes, con motivo del centenario del nacimiento del Mariscal Antonio José de Sucre, para pronunciar un discurso en el Paraninfo de la universidad. Su intervención fue de gran resonancia en todo el estado. Egresa como abogado con las máximas calificaciones en 1897. Se regresa a Táchira donde ejerce como jurista en San Cristóbal. Ávido por conocimiento, adquiere parte de la biblioteca del connotado Pedro María Morantes(Pío Gil).

### Hijos
El 26 de febrero de 1904, contrae matrimonio en San Cristóbal con su pariente lejana Vicenta de los Dolores Martínez Vivas, mejor conocida como Dolores, quien es una mujer reconocida por su gran inteligencia, su singular tacto y agudo decir. Doña Dolores sobrevivirá a Rubén González Cárdenas 26 años hasta su muerte el 19 de enero de 1965, de este matrimonio nacen: César, Blanca, Tulia, Elvia y Ana Clotilde.

### Vida política
Aunque no participa en las luchas políticas regionales, Rubén se mantiene muy activo en la contienda regional. Analiza la situación del estado y como avizora que nada práctico se conseguirá, se niega rotundamente a participar en partidos políticos. Gracias a amigos comunes entabla relación con el General Cipriano Castro, quien para la época se encontraba exiliado en Colombia.
Durante 1899 permanece en el estado sumándose al movimiento de la Revolución Liberal Restauradora y levanta las banderas: “nuevos hombres, nuevos ideales, nuevos procedimientos”. De esa época, hay evidencia de la asesoría que le prestó al general Celestino Castro, hermano del caudillo tachirense. Cuando asume como Presidente provisional del estado, nombra a González Cárdenas como Secretario General de (1900-1908) lo cual lo convierte potencialmente en el encargado de la administración del estado Táchira. “Redacta documentos, los comunica, exige el cumplimiento de las órdenes, vigila el escaso presupuesto del Estado (menos de Bs. 200 mil); está atento de los partidos políticos y a los descontentos; desconfía de la frontera”.
Se ve obligado a tomar fuertes medidas fiscales con motivo de la renta de aguardiente y afecta a gente poderosa, incluyendo al presidente Castro, quien en un telegrama le ordena a Celestino Castro separar del cargo a González Cárdenas. Y este responde al telegrama diciéndole: «Si yo no tengo autoridad ni siquiera para nombrar mi Secretario General, ahí te queda tu Presidencia…» Rubén pone el cargo a la orden, pero no es aceptada su renuncia. Castro, desde Caracas, replica diciendo que no se trataba de una orden sino más bien de una “recomendación” y que y le pide a Celestino Castro que deje a González en su cargo. Este evento le da mucha más autoridad al abogado.
Rubén se muestra como un político visionario, con un amplio sentido nacional. En el informe redactado para el presidente Cipriano Castro hace gala de una mente brillante cuando se mantiene “atento a los peligros inminentes de las revueltas; de invasiones tales como la colombiana, acaecida un año más tarde”. De igual forma se preocupa por la “presentación de Venezuela en el exterior, la intervención de capitales extranjeros en el país al analizar el capital alemán en el Táchira, el deseado ferrocarril en el Táchira, las líneas telegráficas y su necesidad imperiosa; el problema del contrabando por los ríos Zulia y Catatumbo y, especialmente enfoca el problema político del país, empeñándose en la necesidad de formar hombres jóvenes que reemplacen a los gastados de los viejos partidos”.
A la caída del gobierno de Cipriano Castro, González Cárdenas se mantiene en San Cristóbal donde es acusado infundadamente de participar en un movimiento conspirativo. Es apresado en el Cuartel San Carlos en 1910 y ocho meses después es dejado en libertad gracias al General Régulo Olivares, Comandante de Armas, quien luego de investigar se convence de la inocencia de González Cárdenas. Inmediatamente el presidente Gómez ordena su libertad. Parte a Colombia donde se exilia en El Escobal, pueblo limítrofe en la frontera colombo venezolana; donde permanecerá hasta 1917. En este tiempo su lucha política no se detiene, desde su exilio descarga su ideario político en "El Gañan de La Mulera", una serie de folletos donde hace frente al gobierno de Juan Vicente Gómez.
“Años más tarde, me confesó (a su hijo, César González) que su error había sido irse a Colombia, en lugar de viajar a Caracas, porque el presidente Juan Vicente Gómez había demostrado que no había sido suya la obra de haberlo remitido preso (…), pero su juventud, su carácter impulsivo, su resolución lo hicieron tomar aquella determinación”.

No mucho tiempo después Rubén González concluye, haciendo gala de su sagaz visión analítica, que el tiempo de las guerras civiles en Venezuela ha terminado y según demuestra la historia no se equivocó. Esta posición lo separa radicalmente de los grupos castristas en el exilio que preparaban un alzamiento contra el gobierno gomecista. Todas estas circunstancias más su deplorable condición económica al borde de la miseria le hace tomar la decisión de pedirle garantías al gobierno de Gómez por intermedio de Román Cárdenas, un pariente quien era Ministro de Hacienda.
A su llegada a Caracas en 1917, González visita al General Gómez, presidente de Venezuela en ejercicio y este le hace ver que no fue suya la iniciativa de encarcelarlo en el Castillo de San Carlos. Le participa además que conoce sus puntos de vista acerca del gobierno y le demuestra que tenía perfecto conocimiento de la oposición en el exterior, pero las posiciones de González, siempre apegadas a la constitucionalidad, hacen que el mandatario confié plenamente en él.
“Comienza haciendo algunos trabajos jurídicos para el Ministerio de Hacienda, entre ellos uno que fue la base de los alegatos para sostener ante la Corte Federal y de Casación la constitucionalidad de las Leyes de Hacienda, legajo que había sido impugnada ante ese alto Tribunal”.
Se desempeña como Diputado al Congreso en representación de su estado natal (1919-1922) y Presidente de la Cámara de Diputados en dos ocasiones (1920 y 1922). En este mismo período, ejerce como Consultor Jurídico del Ministerio de Hacienda y redacta la interpretación de las nuevas leyes fiscales, particularmente la relacionada con la fiscalización de los hidrocarburos.
Como Diputado no destacó como un hombre de debates. Se entrega al trabajo en la Comisiones de estudio de proyectos de las leyes y elabora personalmente algunas. Destacan la primera Ley de Sanidad Nacional que apareció con los fundamentos y principios básicos y constitucionales de esa rama de la Administración Pública.
Su gran labor en el Congreso de la nación y en el Ministerio de Hacienda permitió que se le reconociera como un político eficaz y de temple. Es considerado como una ficha política nacional y por tanto pasa a formar parte del Gabinete Ejecutivo. “Parece que hubo la intención de nombrarlo Ministro de Fomento en 1922 cuando asume nuevamente la presidencia el general Juan Vicente Gómez”, pero al morir José Ladislao Andara, el 5 de septiembre 1922, Rubén González Cárdenas fue nombrado Ministro de Instrucción Pública (hoy Ministerio de Educación) por el gobierno de Gómez.

### Ministerio de Instrucción Pública
La estrategia llevada a cabo durante la estadía de González Cárdenas en esta cartera representó un hito en la política educativa en Venezuela por su gran repercusión en el sector.
Los problemas educativos en el gobierno gomecista eran los mismos que se venían arrastrando de administraciones anteriores: carencia de locales adecuados y de escuelas graduadas; escaso material de trabajo y mobiliario, a tal punto que "el alumno debía, por lo general, cargar con su silla o banquito para la escuela". Es todavía una escuela que "se limita a suministrar conocimientos elementales como consecuencia de una enseñanza rutinaria y carente de interés para los educandos". (Mudarra, 1978, p. 97)
González Cárdenas entendió que se necesitaba "algo más fundamental que corregir vicios en la aplicación de las leyes y hacer que éstas se cumplan estrictamente, para lograr una verdadera y completa organización del ramo". (González, cit. por Fernández Heres, 1981, p.943)
Dentro de tal línea de pensamiento reorganizó el Ministerio y desde allí impartió espíritu de orden, carente en todos los institutos oficiales. Dignificó la labor del maestro dándole seguridad y estabilidad. Una pequeña muestra de ello fue que en 6 años de gestión (1922-1928) aumentó los salarios en más de 140%, pero exigió reciprocidad y obligó la profesionalización de los maestros, que hasta el momento, tenían un conocimiento llano y rudimentario. Esta acción fue fundamental para impulsar el Magisterio Venezolano.

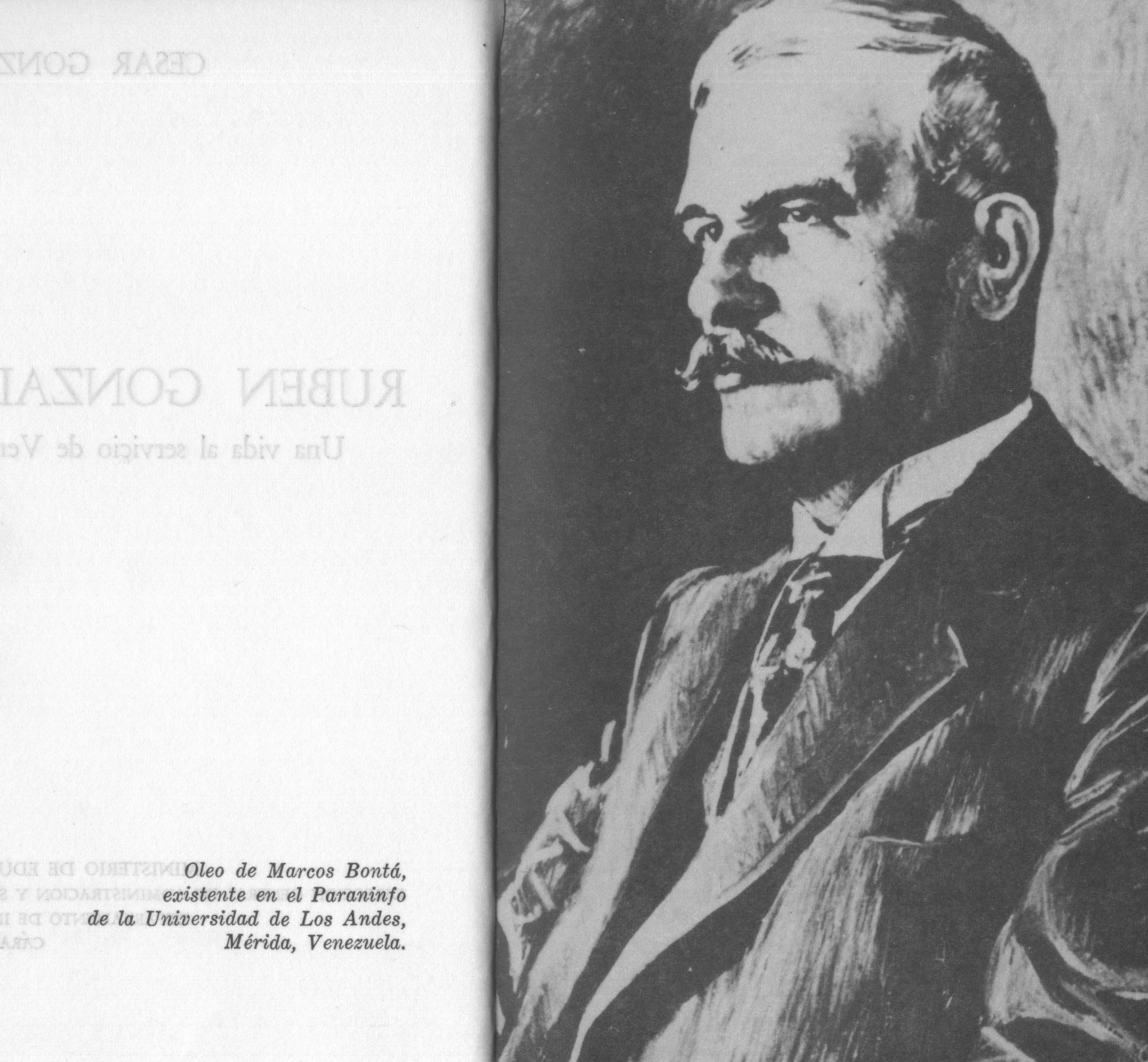
Óleo de Marcos Bontá, Universidad de Los Andes, Mérida, Venezuela

Emprendió un nuevo, difícil, pero exitoso camino que definiría el sistema educativo venezolano; tras el plan propuesto por Felipe Guevara Rojas. La reforma impulsada por González Cárdenas a la legislación estuvo vigente por 16 años, hasta 1940. Esta reforma giró en torno a la separación de la función docente y la función examinadora implementada en 1914, pero “con mejor perspectiva y criterio jurídico. Rubén González hace que la Ley Orgánica de la Instrucción Pública declare expresamente que la función examinadora para el otorgamiento de Certificados y Títulos Oficiales, corresponde únicamente al Estado”.
Rubén González Cárdenas siempre fue un guardián de los intereses patrios y como Ministro de Instrucción Pública enfiló sus baterías de enaltecer los intereses de la nación. Hizo de obligatoriedad la enseñanza de la historia y la geografía de Venezuela, así como también Moral y cívica. “Dictó una disposición en la cual se reserva a los venezolanos por nacimiento la exclusividad para enseñar estas cátedras y otras relacionadas íntimamente con la República y sus instituciones, ante la labor destructiva que hacían los profesores jesuitas”. Más tarde en 1924, en la reforma que realizaría a la legislación, el artículo 13 de la Ley Orgánica de la Instrucción dice que: “Sólo podrán ser servidas por venezolanos las cátedras en que se enseñen materias en las cuales están vinculados con los principios fundamentales de la nación venezolana”.
Con la implementación de la legislación, obra personal de Rubén González Cárdenas, acabó con la anarquía de los llamados “estudios libres” y definió con claridad absoluta el concepto de “libertad de enseñanza que dio al traste con prácticas viciosas de estudiantes que se presentaban a exámenes, amparados por una inscripción que cualquier profesional, sin establecimiento docente ni elementos necesarios, hacía ante el Ministerio de Instrucción Pública, con lo cual se graduaron abogados, médicos, ingenieros, etc, hasta en menos de dos años”.
De su cosecha jurídica destaca un decreto en particular donde funda 200 escuelas primarias y unos meses más tarde 30 escuelas graduadas para un país con una población de 3 millones de habitantes, sin el alto índice de población joven en función a la mortalidad infantil. Dota a la ULA con nuevos edificios y laboratorios. Mediante decreto reabre el colegio donde estudió, hoy Liceo Militar Jáuregui.
Hubo otro episodio en el ejercicio como Ministro de Instrucción Pública que marcó una vez más el carácter indoblegable de Rubén González Cárdenas. En 1924, Secretario General de la Presidencia llamó a su despacho y le entrega una carta donde el Arzobispo Felipe Rincón insta al gobierno a “incluir la doctrina cristiana entre las materias de enseñanza primaria, elemental y superior y a eximir de ella, a los niños cuyos padres o representantes declaren que proveerán a ella personalmente”; en tal misiva se le comunica que por orden presidencial debía incorporar las disposiciones del memorándum a proyectos de leyes casi listos. 
González Cárdenas de inmediato reacciona ante una exigencia que considera inconstitucional y en reunión con Gómez y le dijo: “General, se hará como usted dice, pero tendrá que nombrar hoy mismo un nuevo Ministro de Instrucción, porque eso va contra mis convicciones jurídicas”. En 1928 estalla un conflicto estudiantil universitario que intentaba sacar a Gómez del poder, pese a esto, González Cárdenas se opuso rotundamente que las fuerzas del orden público entrasen en las casas de estudio y protegió que los alumnos fueran expulsados por faltas diferentes a las docentes.
A la salida de Rubén González del Ministerio de Instrucción Pública ya los frutos de su gestión eran visibles. Fundamentó su actuación con sólida base jurídica, tuvo entre sus mayores virtudes escoger lo bueno y provechoso para el país y construir sobre ello. Actuó sin mezquindades y cuando desarrolló ideas de otros, nunca lo negó. Hizo realidad el sueño que aún hoy tienen millones: enaltecer la educación nacional venezolana y logró con arduo esfuerzo hacerla competitiva ante la educación privada. Puso orden, el Estado asumió su papel rector del ramo educativo tanto en el sector público como privado y su programa más que doctrinario fue de acción. Inició la implementación de una mística educacional y también de afianzar principios en la colectividad acerca de la educación pública frente a la privada.
Luchó por una escuela venezolana que se alejara de manera definitiva del yugo colonial. Esta acción es una síntesis de quien fuese Rubén González: un patriota a carta cabal. El 19 de abril de 1929 asume como nuevo Ministro de Interior, puesto que ocupará hasta el 13 de julio de 1931. Empezó su gestión como Ministro en medio de gran turbulencia política, pues al finalizar su período presidencial en 1929, el General Juan Vicente Gómez había decidido retirarse a Maracay.

### Ministerio del Interior
Aunque nada se le había dicho, todo apuntaba que González Cárdenas sería el próximo Ministro de Interior y así fue ratificado en una carta cerrada que Gómez envió a Juan Bautista Pérez con las nuevas designaciones. El 3 de mayo, el Congreso se reúne para elegir al nuevo Presidente Constitucional donde, por unanimidad, fue elegido el General Juan Vicente Gómez para el período (1929-1936). Según el protocolo, el presidente del Congreso, General Rafael Cayama Martínez, en un extenso telegrama, le comunica a Gómez la decisión del Poder Legislativo. 
Un día después, el 4 de mayo, ambas cámaras se reúnen para conocer la negativa de Gómez en asumir la primera magistratura del país, pero deja una posibilidad abierta a la conclusión de su telegrama diciendo “…siempre y en toda ocasión estaré con el país y con sus legítimos representantes, para ser útil a la patria cuando ésta necesite de mis servicios”.
Desde el día 22 de abril, Rubén González había sido encargado, en absoluto secreto, de redactar una reforma parcial a la Constitución que consistía en agregar cuatro disposiciones transitorias donde el Congreso elegiría un Comandante en Jefe y al Presidente de la República. Con inusitada rapidez fue promulgada la reforma y el 31 de mayo fue elegido Juan Bautista Pérez presidente y Juan Vicente Gómez Comandante en Jefe.
A su llegada, Rubén González reorganiza el ministerio y crea una nueva dirección, pues las dos existentes eran insuficientes. Luego siguió reorganizando las oficinas que dependían de su Despacho y del ministerio en general como por ejemplo, los registros, leproserías y tribunales. Los recursos eran bastante limitados con relación a las necesidades. Su gestión en el Ministerio de Interiores siguió la misma línea que aplicaba en el de Instrucción Pública e hizo suyo el lema: “vigorizar el sentimiento de nacionalidad” y trabajó con ahínco para lograrlo: “le preocupaban las fronteras e instauró Comisarías y llevó la autoridad del Estado a los rincones más apartados del país. Dotó las Leproserías Nacionales y mejoró la situación de los reclusos. Aplicó una política firme a los extranjeros; erigió en Caracas una estatua a Andrés Bello y se pagó así una deuda secular. Puso especial empeño en los actos conmemorativos: centenario de la reconstrucción de la República y de la muerte del Libertador Simón Bolívar.” Prestó especial atención a los curas de las parroquias fronterizas, pues en su mayoría eran extranjeros. Mantuvo varias reuniones con los Obispos para cambiar esta situación, pero no fue escuchado y en defensa de sus ideas, se enfrenta a la Iglesia, pues lo creyeron anticlerical y carente de principios religiosos, cuando era todo lo contrario. Tomó entonces una decisión radical: aplicar la disposición de la “Ley de Patronato Eclesiástico” que ordena que los curas de las parroquias deben ser venezolanos.
En agosto de 1929, Rubén González empieza a tener fuertes diferencias con sus compañeros del gabinete ejecutivo. Su carácter, resolución, energía y tenacidad le hicieron un elemento no moldeable. Nunca se plegó a bandos y en su afán por aplicar la ley se enfrentó a jerarcas gubernamentales. A raíz de la confrontación con la Iglesia, en Consejo de Ministros, Pérez decide firmar un decreto ejecutivo mediante el cual se expulsaba del país al Obispo de Valencia, monseñor Salvador Montes de Oca, lo que originó un diferendo público con la jerarquía eclesiástica venezolana y motivó la intervención diplomática del Nuncio Apostólico.
Paralelamente, Rubén González emprendió la tarea de codificador que, lamentablemente, no logró promulgar. Creó y dirigió una comisión de connotados juristas que tendrían la tarea de reformar los códigos vigentes, pero no fue refrendado. Luego de las presiones políticas ejercidas para que el General Juan Vicente Gómez volviera a la presidencia, el 13 de junio llega al Congreso una carta de Juan Bautista Pérez donde renuncia de manera irrevocable al cargo y toma el poder Pedro Itriago Chacín, quien era Ministro de Relaciones Exteriores del gobierno saliente. El Congreso revierte las disposiciones transitorias con el fin que el mando militar devolver el poder total del estado.
El 13 de julio de 1931, el General Juan Vicente Gómez jura ante el Congreso como presidente de la República y cambia el tren ministerial tal y como se preveía. A pesar que Rubén González es apartado del Ministerio de Relaciones Interiores, recibe demostraciones de aprecio y amistad y esto no ha de sorprender a nadie; la relación de Gómez y Rubén González Cárdenas se forjó durante años con respeto. Cuenta Arturo Uslar Pietri en una entrevista, que Rubén González entra al despacho del General Gómez a rendirle cuentas y en su escritorio ve un folleto de “El Gañan de la Mulera” y Gómez le dice: “alguien que no es amigo suyo lo trajo, pero no se preocupe doctor, eso lo escribió usted cuando no éramos amigos, ahora somos amigos y eso ya no importa”.
Rubén González Cárdenas entrega su Memoria al Congreso en 1931. El día 14 entrega el despacho a su sucesor, el doctor Pedro Rafael Tinoco. Desde entonces comienza para Rubén González Cárdenas una dura etapa, porque luego de un merecido descanso, se encuentra sin nada que hacer. Se aisló voluntariamente cuando se dio cuenta de que se desató contra él una lucha silenciosa. Lo salvó de ser perseguido su relación con el General Juan Vicente Gómez. Lo vio pocas veces después de salir del ministerio, pero se complacía por el recibimiento y las atenciones que recibía.
Lo querían alejar de su patria, pero él solo se embarcó rumbo a Europa en 1934 por algún tema médico que acabó con su vida. Le preocupaba Venezuela y la declinación del presidente Gómez, aun así, jamás entró en juegos de poder, ni a favor ni en contra.
En 1936, lo incorporaron en una lista de demandados y esto lo hirió. Ignoró la situación, hasta el punto de prohibirle a familiares y amigos revisar el expediente, y sus pocos bienes fueron embargados.

### Muerte
En marzo de 1939 se le diagnosticó cáncer, enfermedad que acabaría con su vida el 26 de agosto de ese mismo año. Sus restos descansan en el Cementerio General del Sur y 26 años más tarde, lo acompañaría su esposa. “… Comprendí (dijo una vez Rubén González), que en el ciclo que me tocó vivir, no habría en Venezuela otros regímenes, sino como los que el destino me deparó para actuar. Fundamentalmente en ellos, había la intención de preparar los cimientos para una Venezuela mejor. Yo me sabía y me supe siempre con capacidades para prestarle servicios a mi país y también me di cuenta, que de no hacerlo con éstos, no hubiera tenido ocasión de cumplir mi deber con Venezuela. También se peca por omisión. ¡Y a Venezuela hay que servirle como sea, donde sea y con quien sea!..”.

## Condecoraciones y reconocimientos
El Estado venezolano le otorgó la Orden del Libertador, Gran Cordón y Medalla de Honor de Instrucción Pública de los Estados Unidos de Venezuela. El estado francés le concedió la Orden de la Legión de Honor, en el grado de Comendador. Retrato al óleo realizado por Marcos Bontá descansa en el Paraninfo de la ULA. “Liceo Rubén González” construido en Guarenas; Estado Miranda. 1ero de febrero de 1947. El Dr. Ramón J. Velásquez, Vocal de número de la Academia de la Historia, disertó sobre el Dr. González Cárdenas. 
En el recinto fue erigido un busto de bronce de Rubén González Cárdenas en 1974 realizado por el escultor español José Chicharro Gamo. Fue inaugurado por el Ministro de Educación, Dr. Luis Manuel Peñalver. En Capacho, terruño de Rubén González Cárdenas, se crea el “Grupo Escolar Rubén González” en el municipio Independencia, cabecera de Distrito del Estado Táchira.

## Homenaje académico
El 12 de marzo de 1975 la Academia de Ciencias Políticas y Sociales celebra el centenario del año natal de Rubén González Cárdenas. En el Palacio de las Academias lo elogia el doctor Tulio Chiossone Villamizar Individuo de Número de la ilustre corporación, Secretario General de la Presidencia de la República en el gobierno del presidente General Eleazar López Contreras y exministro de Relaciones Interiores.